# NGC 1555
NGC 1555 (également appelée nébuleuse de Hind) est une nébuleuse variable par réflexion située dans la constellation du Taureau. Cette nébuleuse est éclairée par l'étoile variable T Tauri. On considère que NGC 1555 est un objet Herbig-Haro associé au système tripe de T Tauri. 
Elle a été découverte par l'astronome britannique John Russell Hind en 1852.
Les étoiles au voisinage de cette nébuleuse sont à environ 600 années-lumière du Soleil. NGC 1555 se trouve donc au moins à 600 al de nous.  

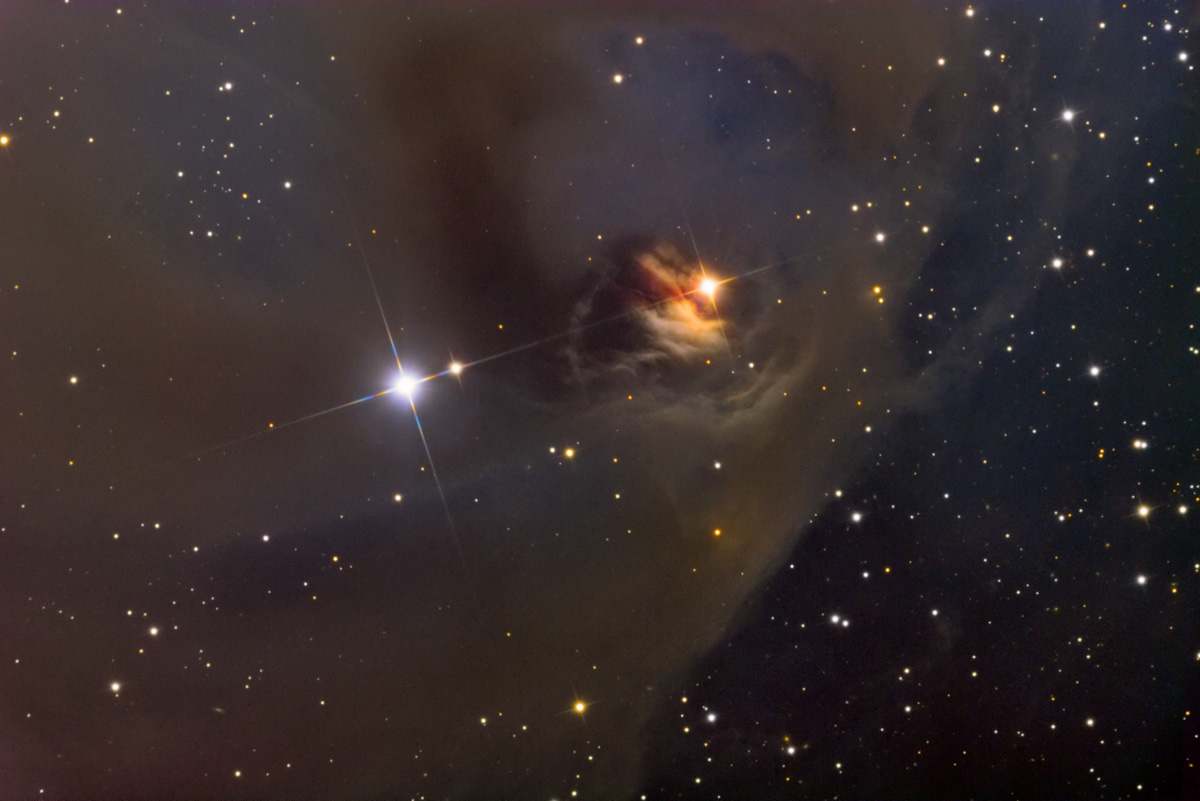
NGC 1555 par le télescope de l'Observatoire du mont Lemmon.